# Grande course du thé de 1866

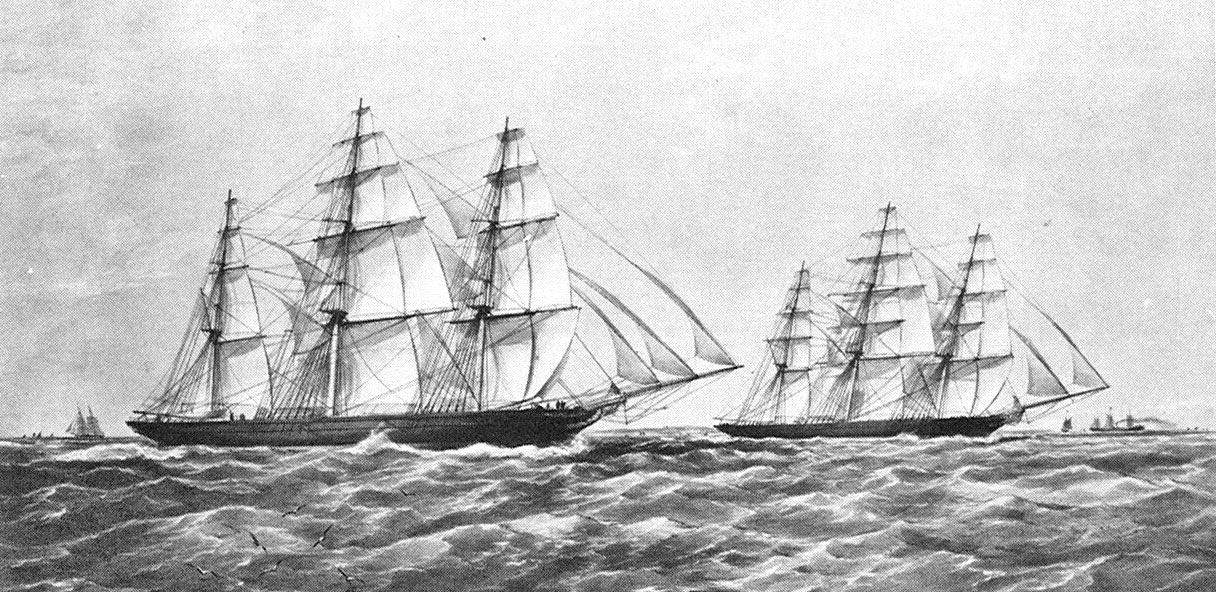
Le Taeping et lAriel au coude à coude avant l'arrivée.

La Grande course du thé de 1866 est une compétition non officielle entre les plus rapides voiliers (les clippers) des compagnies d'armement britanniques commerçant avec la Chine pour débarquer la première récolte de thé de la saison à Londres en 1866.
Une féroce compétition eut lieu toute l'année pour savoir quel vaisseau reviendrait en premier à Londres avec le nouvel arrivage de thé. L'événement gagna encore plus d'intensité lorsque de gros paris furent misés sur le vainqueur en Angleterre.
Cette course est devenue avec le temps une tradition dans le commerce du thé entre le Royaume-Uni et la Chine de la dynastie Qing. Le vaisseau gagnant recevait un bonus financier pour chaque tonne de fret livrée, et son capitaine gagnait un pourcentage sur les bénéfices du navire.

## La préparation de la course
Les navires ne pouvaient pas quitter le port en Chine avant leur chargement complet. Les caisses de thé arrivaient par sampans et autres petites embarcations remontant le fleuve Min depuis Fuzhou. Les voiliers étaient chargés vingt-quatre heures sur vingt-quatre par des travailleurs chinois, tandis que l'équipage vérifiait le stock et achevait la préparation du navire.
En 1866, neuf navires chargés du premier thé de la saison quittèrent Fuzhou entre le 29 mai et le 6 juin, mais seuls cinq clippers concouraient réellement pour le prix : le Fiery Cross (en), l'Ariel, le Taeping, le Serica (en) et le Taitsing (en). Ils n'étaient plus que trois encore en lice le 30 mai. Le Fiery Cross était parti le 29 mai, mais il prit rapidement un jour de retard et ne concourra plus pour le prix.
L'Ariel avait initialement été retardé par des ennuis de remorquage en quittant Fou-Tchéou et dut prendre pas mal de risques en « torchant » beaucoup plus de toile que ses concurrents pour les rattraper, au risque d'avaries de gréement, qui si elles se produisirent bien, demeurèrent relativement limitées.

## Stratégies et tactiques de course
À cette époque, il n'existait pas de bulletins météo radiodiffusés, ni d'imagerie satellitaire comme en utilisent les régatiers océaniques actuels, même si les travaux de météorologie statistique dus à Matthew Fontaine Maury commençaient à être connus. Le point était tributaire des visées au sextant, impossibles en cas de couverture nuageuse.
Une bonne part du résultat final était conditionnée par la sortie de la mer de Chine vers l'océan Indien, avec des vents de face et le délicat passage du détroit de la Sonde à négocier, ce qui imposait parfois d'aller chercher des brises thermiques près de la côte du Vietnam et de faire du rase-cailloux au milieu d'archipels difficiles à localiser comme les îles Paracels.
Il fallait parfois virer de bord en pleine nuit plusieurs fois de suite, opération bien plus délicate avec un trois-mâts carré qu'avec un voilier de régate moderne.
Certains capitaines plus prudents préféraient naviguer avec des vents portants, contourner l'île de Formose et les Philippines par l'Est puis emprunter les détroits de Gilliolo et d'Ombai, route plus longue mais pas forcément plus lente, puisqu'en 1867 le clipper Sir Lancelot, qui l'avait empruntée, rentrera à Londres en seulement 99 jours.
En cours de route, il fut souvent nécessaire de déplacer du matériel lourd afin d'obtenir l'équilibre vélique optimum du navire (une pratique qu'on retrouve en régate océanique moderne, avec le ballastage et le "matossage").
Après le détroit de la Sonde, les différents concurrents s'entre-aperçurent plusieurs fois dans l'océan Indien, au passage du cap de Bonne-Espérance dans les parages de l'île de Sainte-Hélène, régatant à vue et forçant la toile pour gagner quelques dixièmes de nœud. Comme dans les courses océaniques modernes, le pot-au-noir équatorial avec ses calmes et ses brises folles redistribua les cartes en jouant le rôle d'un "passage à niveau". La barrière resta fermée plus de 24 heures pour le Fiery-Cross qui jusque-là avait mené avec une belle avance, ruinant les espoirs du Capitaine et de son équipage. Dans l'Atlantique nord les écarts se réduisirent encore, les quatre premiers navires passant le même jour devant les Açores, tandis que le Taitsing initialement distancé de plus de six jours en mer de Chine était revenu à moins de 48 heures des premiers. Le sprint final se jouerait dans la Manche, qu'il fallait remonter en entier, depuis les îles Scilly jusqu'à l'estuaire de la Tamise. Dans cette dernière partie du parcours, pas la moins dangereuse, beaucoup dépendaient des courants de marée... et de la prompte assistance des remorqueurs à vapeur, nécessaires pour remonter de Gravesend jusqu'aux docks de Londres.

## Chronique de la course
Le Daily Telegraph du 12 septembre 1866 publia un article intitulé « La Grande course du thé de 1866 » rapportant que les principaux concurrents étaient le Fiery Cross, l'Ariel, le Taeping, et le Serica.
« ... qui étaient partis de Chine en même temps, avaient navigué presque côte à côte durant tout le voyage, et étaient finalement arrivés aux docks de Londres avec deux minutes d'écart entre eux. Jamais personne n'aura assisté à une lutte aussi intense ou aussi merveilleuse dans certains de ses aspects. Le Taeping, le vainqueur, passa le cap Lizard pratiquement à la même heure que l'Ariel, son rival le plus proche, et remonta la Manche à toute allure, les deux navires de front. Pendant toute la journée, ils naviguèrent crânement bord à bord, portés par un fort vent d'ouest, sous toute la toile, et la mer balayant leurs ponts pendant qu'ils fuyaient devant la tempête. »

## Arrivée à suspense
La course dura plus de 3 mois, à travers la mer de Chine méridionale, le détroit de la Sonde en Indonésie, l'océan Indien, le cap de Bonne-Espérance d'Afrique, et la remontée de l'océan Atlantique jusqu'à la Manche. C'était la route la plus rapide pour un navire car le canal de Suez était encore en construction. Les trois meneurs de la course accostèrent à Londres avec très peu de temps d'écart
Près du cap du Dungeness, des pilotes côtiers abordèrent le Taeping et l'Ariel au même moment, le 6 septembre et aux Downs, des remorqueurs les attendaient pour remonter la Tamise. C'est à ce moment que l'issue du duel s'est vraiment jouée.
Les deux navires avaient pris un remorqueur au même moment et ils étaient côte à côte dans la Tamise. Le Taeping dépassa cependant Gravesend le premier, grâce à un remorqueur plus puissant, avec l'Ariel très proche derrière, à bord duquel le capitaine Keay dut dissuader ses hommes frustrés et furieux d'embarquer de force sur le remorqueur pour bloquer les soupapes de sécurité, et le Serica pas encore distancé. Le Taeping entra dans le port à 9h45 le jeudi. Il gagna avec 20 minutes de moins que l'Ariel, et le Serica fut troisième avec une heure et quart de retard sur le gagnant.
Le Taeping, dont le tirant d'eau était moindre avait pu rentrer plus avant dans la Tamise, jusqu'aux bassins des London Docks dont l'écluse d'entrée était plus profonde que Celle des East India Docks où l'Ariel dut patienter plus longtemps en attendant le flot.
Le Fiery Cross arriva avec moins d'un jour de retard, ayant dû s'abriter à l'ancre aux Downs, car le vent soufflait à présent à plus de force 8 et le Taitsing s'amarra à Londres le surlendemain.

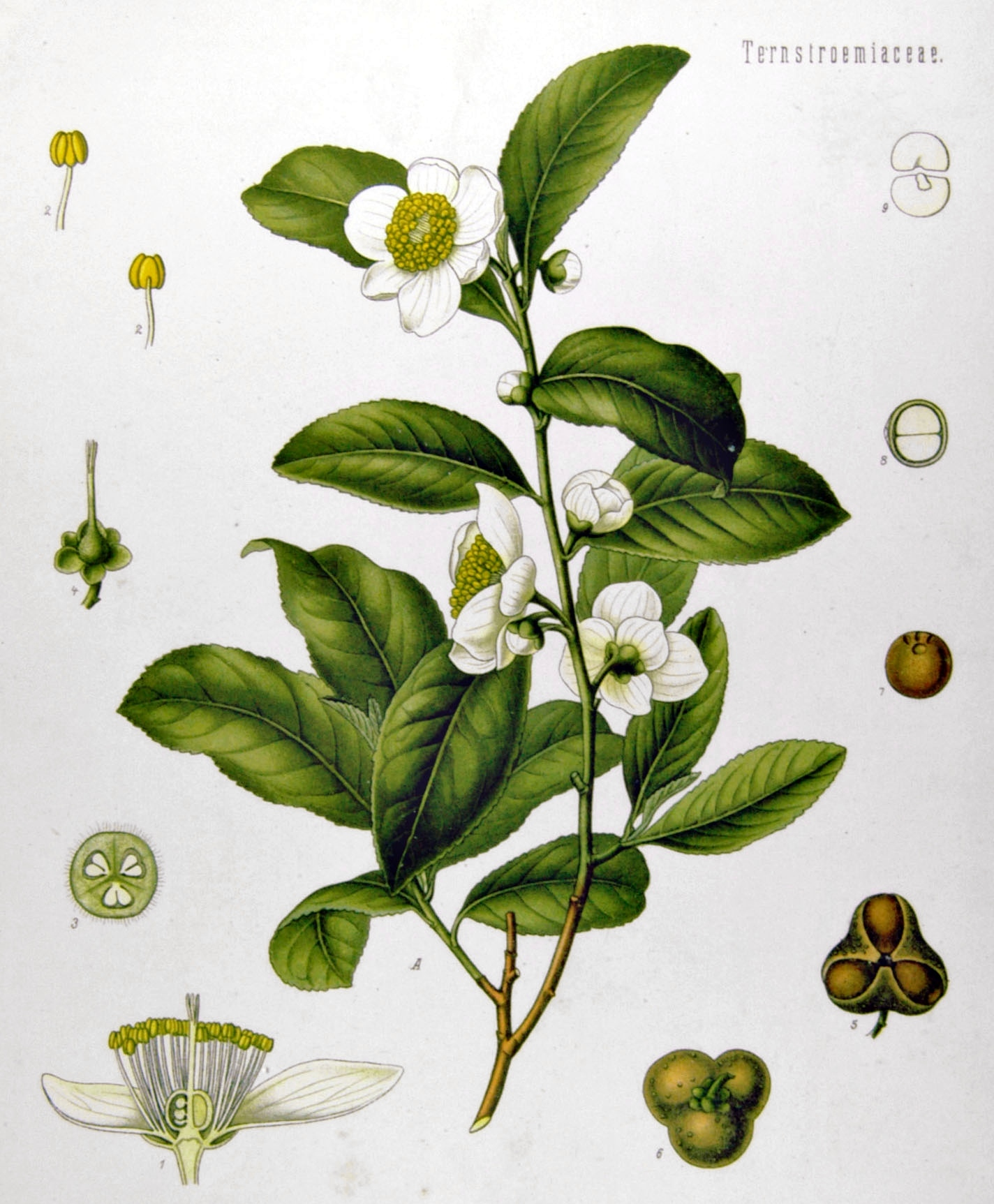
Plant de thé (Camellia Sinensis). Plantes médicinales de Köhler.

Dans Teas of the World, Nancy Hyden Woodward écrit que les trois voiliers avaient fait les trois-quarts de leur trajet autour du monde en seulement 102 jours.
Le Daily Mail écrivit que le « Taeping a ainsi obtenu le prix, un extra de 10 shillings par tonne de thé ». Le Taeping contenait 767 tonnes et 1 108 709 livres de thé. La prime fut d'ailleurs partagée entre les consignataires et les armateurs, prévenus par télégraphe par les sémaphores, qui craignaient la saturation du marché, à la suite de cette arrivée « dans un mouchoir » de cinq navires porteurs de cargaisons importantes de thé.
1866 fut d'ailleurs la dernière année où une telle prime au fret fut versée.
La prime de 100 Livres sterling au meilleur capitaine fut elle aussi partagée d'un commun accord entre les capitaines Mac Kinnon, du Taeping et Keay de l'Ariel.

## Chant du cygne de l'ère des Clippers
La course du thé de 1866 est restée légendaire dans la littérature maritime et l'imaginaire des Britanniques à cause des écarts infimes à l'arrivée après trois longs mois de mer et les efforts physiques intenses des équipages.
Toutefois le premier thé de la saison était depuis déjà presque quinze jours en Angleterre quand fut disputée dans la Manche la finale de la régate "au couteau" entre les trois grands voiliers : Un grand voilier équipé d'une machine auxiliaire à vapeur le Erl King (en), parti une semaine après les purs voiliers les devança largement à Londres. Il s'agissait d'un trois mâts assez similaire aux clippers, mais équipé d'une machine à vapeur relativement peu puissante (insuffisante pour faire route vent debout), d'une hélice rétractable (diminuant la traînée de la coque lors de la navigation sous voiles) et d'une cheminée télescopique, dispositions techniques innovantes rencontrées aussi sur le célèbre corsaire sudiste Alabama coulé devant Cherbourg au cours de la guerre de Sécession.
Après avoir ravitaillé en charbon à l'île Maurice, l'Erl King arriva à Londres le 22 août avec son chargement de thé; ironiquement l'épouse du capitaine Mac Kinnon, du Taeping était à bord... Comme elle était enceinte, son mari avait voulu lui épargner les fatigues d'une traversée en course sur un navire mené à la limite dans le gros temps. Elle accoucha d'ailleurs en mer, dans les parages des Açores.
Un pur navire à vapeur, le SS Agammemnon, de la Blue funnel Line (ou armement Alfred Holt) venait également d'être essayé sur cette même ligne et ses armateurs firent construire deux sister-ships nommés SS Achilles et SS Ajax en prévision du percement de l'isthme de Suez.
Avec l'ouverture du canal de Suez en 1869 les clippers furent évincés par les vapeurs dans le transport du thé : en effet, même s'il était possible (mais coûteux) de remorquer un pur voilier à travers le canal de Suez, la remontée de la mer Rouge puis la traversée de la Méditerranée aux vents instables, parfois calmes et parfois très violents étaient extrêmement délicates pour les clippers, taillés pour la vitesse sur les longs parcours aux allures de largue et de vent arrière.
Le Cutty Sark, conservé de nos jours au musée maritime de Greenwich, initialement construit pour le commerce du thé de Chine ne fut mis en service qu'en 1869, et à cette date les clippers du thé étaient dépassés par les vapeurs et l'ouverture du canal de Suez. Même s'il est un remarquable exemple des clippers du thé, il a surtout fait sa carrière commerciale avec le transport de la laine de Nouvelle-Zélande avant de devenir navire école, puis navire musée.

## Dans la littérature
Le poète et écrivain britannique, John Masefield, lui-même ancien marin a emprunté beaucoup d'éléments historiques de la fameuse course du Thé de 1866 pour servir de toile de fond et de ressort dramatique à son roman La course du Thé (Titre original The bird of Dawning).
Le roman de Masefield corse largement la réalité : un des clippers, le Blackgauntlet, alors en tête de la course est abordé et coulé en pleine nuit par un vapeur, qui s'enfuit sans porter assistance, quelques survivants se réfugient à bord d'une chaloupe et découvrent un autre clipper, le Bird of Dawning, abandonné en haute mer avec une voie d'eau intentionnelle (à la façon de la Mary Celeste) par son équipage influencé par un capitaine devenu fou sous l'empire de médicaments opiacés et de lectures religieuses sectaires.
S'en emparant, les survivants, sous le commandement de Trewsbury, le second du navire coulé, parviennent, bien qu'en équipage réduit, à regagner la tête de la course et à l'emporter d'un souffle. La remontée finale de la Manche et les péripéties de remorquage sont intégralement tirées de la course réelle. Certains des navires de la course du thé 1866 sont d'ailleurs nommément cités comme concurrents du Bird of Dawning.